# Đường đồng mức

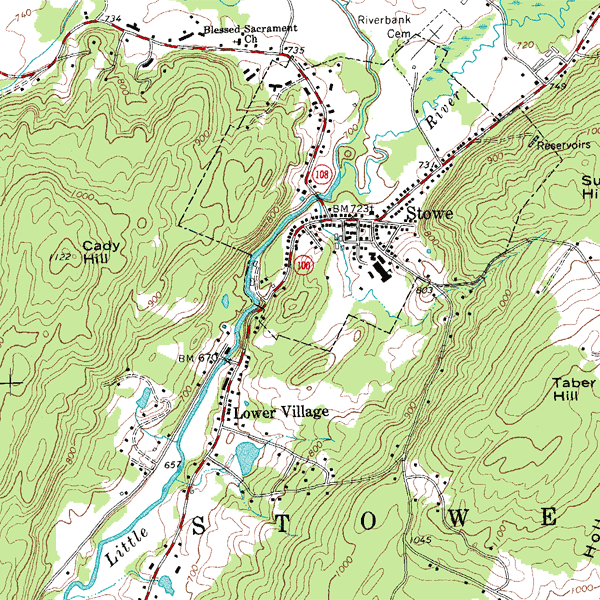
Một ví dụ về đường đồng mức.

Đường đồng mức còn gọi là đường bình độ hay đường đẳng cao là đường thể hiện trên bản đồ địa hình quỹ tích của các điểm trên mặt đất tự nhiên tùy theo tỷ lệ của bản đồ so với địa hình thực tế, mà khoảng cao đều có thể là 1 m, 5 m, 10 m, (bản đồ tỷ lệ càng lớn, càng chi tiết, thì khoảng cao đều càng nhỏ). Khoảng cách thưa hay mau của các đường đồng mức trong bản đồ địa hình nói lên độ dốc hay thoải của vùng địa hình mà bản đồ thể hiện, càng mau càng dốc và ngược lại.
Cao độ của một điểm nằm ở khoảng giữa hai đường đồng mức trên bản đồ địa hình (không nằm trên đường đồng mức nào), được xác định gần đúng bằng cách dựng từ điểm này một đường vuông góc nhất với cả hai đường đồng mức. Khoảng cách hai giao điểm của đường này với hai đường đồng mức nói trên, được xem là khoảng cách giữa hai đường đồng mức tại vị trí điểm đang xét. Dùng tam giác đồng dạng, để xác định độ chênh cao của điểm đang xét với đường đồng mức thấp trong hai đường đồng mức, qua khoảng cách của điểm đó tới đường đồng mức thấp và khoảng cách giữa hai đường đồng mức. Qua đó xác định được cao độ tuyệt đối của điểm.
Có bốn loại đường bình được
đường bình độ con: nét liền mảnh
đường bình độ cái: nét liền đậm
đường bình độ giữa 1/2:
đường bình độ phụ: nét đứt, thêm vào khi cần thiết.
Cứ 2 đường bình độ cái liên tiếp chứa 4 đường bình độ con.Hiểu đường đồng mức một cách đơn giản là đường đồng mức là đường nối liền các điểm có cùng độ cao